# Carl Flensburg
Carl Axel Vilhelm Flensburg, född den 29 november 1856 i Lund, Malmöhus län, död den 24 mars 1919 i Stockholm (kyrkbokförd i Svea livgardes församling, mantalsskriven i Klara församling), var en svensk läkare och livmedikus. Han var son till biskop Wilhelm Flensburg, bror till professor Nils Flensburg och svåger till generaldirektör Bengt J:son Bergqvist.

## Biografi
Flensburg blev student vid Lunds universitet 1874, medicine kandidat 1881, medicine licentiat vid Karolinska institutet i Stockholm 1886 och medicine doktor 1894. Han var amanuens vid Allmänna barnbördshuset i Stockholm 1886—1887, andre bataljonsläkare vid Älvsborgs regemente 1887—1889 och vid Värmlands fältjägarkår 1889—1890, sjukhusläkare vid Allmänna garnisonssjukhuset i Stockholm 1888—1890, förste bataljonsläkare vid Södermanlands regemente 1890—1895, docent i pediatrik vid Karolinska institutet 1894—1904, bataljonsläkare vid Göta livgarde 1895—1908, regementsläkare i Fältläkarkåren 1903, regementsläkare vid Svea livgarde 1908-1913 och fältläkare i reserven från 1913. Flensburg blev tillförordnad läkare hos konungen 1898, livmedikus samma år, läkare hos konungen 1899—1907 och förste livmedikus 1904. Han var därutöver praktiserande läkare i Stockholm. Flensburg var även medicinsk författare.
Flensburg blev ledamot av Krigsvetenskapsakademien 1908.

## Utmärkelser

### Svenska utmärkelser
- Konung Oscar II:s och Drottning Sofias guldbröllopsminnestecken, 1907.[4]
- Konung Oscar II:s jubileumsminnestecken, 1897.[4]
- Kommendör av första klassen av Nordstjärneorden, 6 juni 1917.[5]
- Kommendör av andra klassen av Nordstjärneorden, 20 januari 1906.[6]
- Kommendör av första klassen av Vasaorden, 31 december 1907.[7]

### Utländska utmärkelser
- Storofficer av Italienska kronorden, senast 1915.[4]
- Kommendör av första klassen av Badiska Zähringer Löwenorden, senast 1915.[4]
- Kommendör av första klassen av Spanska Isabella den katolskas orden, senast 1915.[4]
- Kommendör av Franska Hederslegionen, senast 1915.[4]
- Kommendör av Luxemburgska Ekkronans orden, senast 1915.[4]
- Kommendör av andra klassen av Sachsen-Weimarska Vita falkens orden, senast 1915.[4]
- Riddare av Badiska Berthold I av Zähringens orden, senast 1915.[4]
- Riddare av första klassen av Norska Sankt Olavs orden, senast 1915.[4]